# ベルギー国際柔道大会
ベルギー国際柔道大会（ベルギーこくさいじゅうどうたいかい）は、毎年1月下旬ないしは2月上旬にベルギーで開催される柔道の国際大会である。

## 概要
男子はヴィゼ、女子はアルロンと、別々の場所で開催される。2018年から女子はエルスタルでの開催となった。オープン大会なので毎年多くの参加者があり、予選リーグを勝ち残ったものが決勝トーナメントに進出できる。大会の性格上、若手や中堅選手の参加が多いが、時には強豪選手が参加する場合もある（キューバ女子は同時期に開催される世界ランキングのポイント対象大会であるヨーロッパオープン・ソフィアではなくて、ポイントの付かないこの大会の方に毎年参加している）。世界チャンピオンの浅見八瑠奈や松本薫など、大きな大会で実績を残した日本選手の多くも若手時代にこの大会に参加して活躍している。ただ、この大会は現在IJFワールド柔道ツアー対象外の試合なので、出場しても世界ランキングのポイントは獲得できない。女子の大会にはジュニア（20歳以下）の部も存在する。ジュニアの大会に出場した選手は翌日に開催されるシニアの大会にもエントリーすることが出来る。また、2013年から女子の大会のシニアの部では優勝者に500ユーロ、2位に300ユーロ、3位に100ユーロが授与されることになった。アディダスがスポンサーとなって大会名に冠されることになった。